# Tsungdao Lee
Tsungdao Lee (kitajščina: 李政道, pinjin: Lǐ Zhèngdào), kitajsko-ameriški fizik, * 24. november 1926, Šanghaj, Kitajska, † 4. avgust 2024, San Francisco, ZDA.
Lee je leta 1957 prejel Nobelovo nagrado za fiziko »za bistro raziskovanje tako imenovanih zakonov parnosti, ki je vodilo do pomembnih odkritij, ki se nanašajo na osnovne delce.«